# ان‌جی‌سی ۳۷۹
ان‌جی‌سی ۳۷۹ (انگلیسی: NGC 379) نام یک کهکشان در صورت فلکی ماهی است.